# Krynica-Zdrój
Krynica-Zdrój, también conocida simplemente como Krynica, es una ciudad polaca perteneciente al voivodato de Pequeña Polonia, a los pies de los Cárpatos.
Fundada hacia 1547 y perteneciente en sus comienzos al estado de Muszyna, se encuentra emplazada en una zona con un gran número de manantiales y es un importante spa —es conocida como «la perla de los balnearios de Polonia»—, actividad económica que complementa en la actualidad con el turismo asociado al esquí.

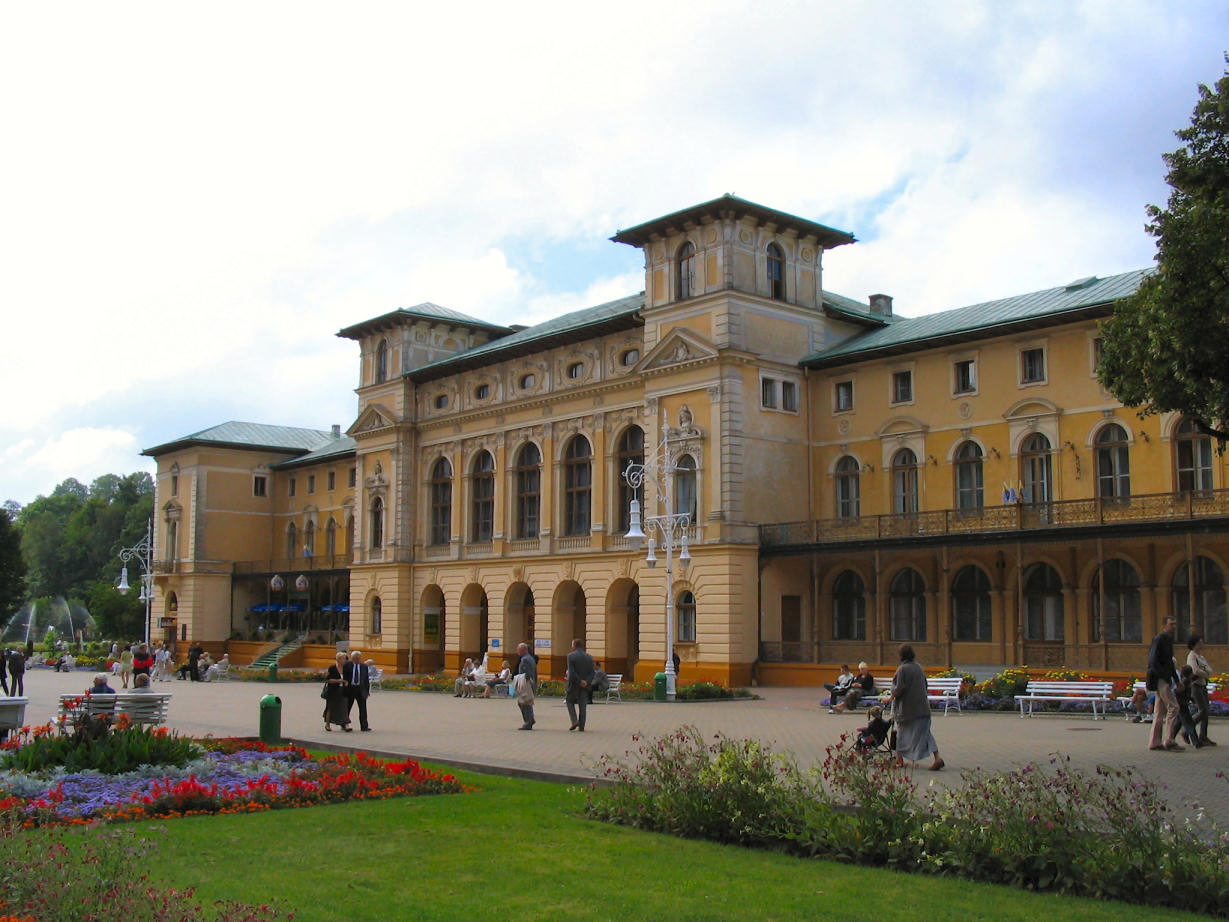
Balneario en Krynica